# Jewel Jordan
Jewel Jordan, geborene Jewel M. Winburne, (* 18. März 1891 in Mangum, Texas; † 7. Juni 1975 in York, South Carolina) war eine US-amerikanische Politikerin (Demokratische Partei).

## Werdegang
Jewel M. Winburne, Tochter von Laura Belle McFarlane (1867–1927) und George Washington Winburne junior (1862–1934), wurde 1891 in der Gemeinde Mangum im alten Greer County geboren, welcher damals noch Teil von Texas war und 1896 Teil vom Oklahoma-Territorium wurde. Sie besuchte die lokalen Schulen im Oklahoma-Territorium und dann ein Berufskolleg in Missouri, bevor sie 1921 nach Arizona zog.
In der Folgezeit heiratete sie Joseph Lon Jordan (1893–1944), welcher in dem Teil vom Indianer-Territorium geboren wurde, der heute Choctaw County bildet. Jordan kam 1912 mit der Miller Brothers 101 Ranch Show nach Arizona. Er arbeitete dann dort als Cowboy für die bekannte Hashknife Ranch, bevor er eine eigene Ranch in der Nähe von Tempe (Maricopa County) erwarb. In den 1930er Jahren war er als Deputy Sheriff vom Maricopa County tätig, bevor er den amtierenden Sheriff vom Maricopa County Roy Merrill bei den Wahlen besiegte, dessen Amtszeit von Bestechung und Korruption gekennzeichnet war. Jordan bekleidete den Posten von 1939 bis zu seinem Tod im Jahr 1944. Er verstarb an den Folgen einer Leukämieerkrankung. Nach dem Tod ihres Ehemannes wurde Jewel durch den Bezirksrat vom Maricopa County für die verbliebene Amtszeit ihres Ehemannes zum Sheriff vom Maricopa County ernannt. Sie war die erste Frau, welche diesen Posten bekleidete.
Später leitete sie das Crime Prevention Bureau und wurde für eine Amtszeit zum Kämmerer vom Maricopa County gewählt. Bei den Wahlen im Jahr 1950 kandidierte sie erfolgreich für den Posten des State Auditors von Arizona. In der Folgezeit wurde sie achtmal in Folge wiedergewählt. Jewel bekleidete den Posten 18 Jahre lang.
Jewel Jordan verstarb 1975 in einem Altersheim in York (South Carolina).